# Galakhtionóvskaia
Galakhtionóvskaia (en rus: Галахтионовская) és un poble de la República de Komi, a Rússia, segons el cens del 2010 tenia 84 habitants.